# Xylocopa chinensis
Xylocopa chinensis är en biart som beskrevs av Heinrich Friese 1911. Xylocopa chinensis ingår i släktet snickarbin, och familjen långtungebin. Inga underarter finns listade i Catalogue of Life.